# Spezzano Albanese
Spezzano  Albanese község (comune) Olaszország Calabria régiójában, Cosenza megyében.

## Fekvése
A Szübariszi-síkságon fekszik, a megye északkeleti részén. Határai: Cassano all’Ionio, Castrovillari, Corigliano Calabro, San Lorenzo del Vallo, Tarsia és Terranova da Sibari.

## Története
A települést a 16. században alapították Calabriában megtelepedő albánok, akiket a törökök űztek el országukból. Albán neve Spixana.

## Népessége
A népesség számának alakulása:

## Főbb látnivalói
- San Salvatore-templom
- SS. Pietro e Paolo-templom
- Santa Maria delle Grazie-templom